# Globala fonden mot aids, tuberkulos och malaria
Globala fonden mot aids, tuberkulos och malaria (även kallad "Globala fonden", "The Global Fund" eller "GFATM") är en internationell organisation vars mål är att samla in och dela ut medel för att förebygga och behandla hiv och aids, tuberkulos och malaria. Organisationen startade 2002 och har sitt sekretariat i Genève, Schweiz.
Microsofts grundare Bill Gates stiftelse var en av de första att förse organisationen med startkapital.